# Pedroca (treinador)
Pedro Morilla Fuentes, conhecido como Pedroca (São Paulo em 1929-1993) foi um ex-técnico de basquete e professor de educação física, formado pela USP. Trabalhou em Franca como professor, tornando-se posteriormente técnico do Franca Basquetebol Clube, onde tornou-se um dos seus maiores ídolos.
Trabalhou ainda como técnico da Seleção Brasileira de Basquetebol que disputou diversas olimpíadas, sendo campeão sul-americano de seleções em 1971 e vice-campeão mundial de clubes pelo Franca em 1975 e 1980.

## Homenagens
- O Ginásio Poliesportivo Pedro Morilla Fuentes, leva seu nome, sendo mais conhecido como Pedrocão
- 21 de fevereiro de 2010, houve uma homenagem a Pedroca e Kanela, no Ginásio Tancredo Neves (Sabiazinho), em Uberlândia[3].